# Нуркап
Нордкап или Нуркап е нос в Северна Норвегия, община Нуркап, навлизащ на 308 m в Баренцово море. Намира се на остров Магерьоя, на около 2000 km от Северния полюс. Нуркап е втората най-северна точка на Европа. Само Knivskjellodden, който се намира близо до Нуркап, е на 1 km по-на север.
От 14 май до 29 юли има бяла нощ, а от 18 ноември до 24 януари слънцето не изгрява.
През 1553 г. английският капитан Ричард Чанселър заобикаля за първи път Нуркап с кораб в търсене на североизточния морски път до Азия. За първи път Нуркап е посетен от турист през 1664 г. От края на 19 век Нуркап се превръща в често посещавана дестинация, най-напред за британски, германски и френски туристи. През 1987 г. ежегодно Нуркап е посещаван от 100 000 туристи. През 2012 г. броят им е нараснал до 200 000 годишно.